# Enztalbank
Die Enztalbank eG war eine Genossenschaftsbank mit Sitz in Vaihingen an der Enz in Baden-Württemberg.

## Geschichte
Die Enztalbank eG entstand im Jahr 2000 aus dem Zusammenschluss der Raiffeisenbank Rosswag-Mühlacker eG und der Raiffeisenbank Vaihingen/Enz eG. Die Geschichte der Bank reichte zurück bis ins Jahr 1888, als die Sersheimer Bank eG entstand. Im Jahr 2014 erfolgte die Fusion mit der VR-Bank Stromberg-Neckar eG sowie der Volksbank Freiberg und Umgebung eG zur VR-Bank Neckar-Enz eG mit Sitz in Bönnigheim.

## Geschäftsstellen
Das Geschäftsgebiet der Enztalbank eG erstreckte sich von Dürrmenz im Westen bis nach Sersheim im Osten, sowie von Ensingen im Norden bis nach Riet im Süden. Die Bank betrieb neun Geschäftsstellen und zwei SB-Filialen.
Die direkte Nähe zur Enz verlieh der Bank im Jahr 2000 ihren Namen.

## Förderung der Mitglieder und der Region
Die Enztalbank förderte durch Spenden regionale Vereine und Organisationen. Im Jahr 2011 beliefen sich die Spenden auf eine Summe von insgesamt 35.000 Euro, u. a. für den Bau des „Auricher Wasserspielplatzes“, an den Hospizverein in Mühlacker sowie an die Krankenpflegevereine Vaihingen und Sersheim.